# أبييي كوكس
أبييي كوكس هو لاعب هوكي الجليد كندي، ولد في 19 يوليو 1904 في لندن في كندا، وتوفي في 10 مايو 1985.

## وصلات خارجية
- أبييي كوكس على موقع دوري الهوكي الوطني (الإنجليزية)
- أبييي كوكس على موقع EliteProspects.com (الإنجليزية)
- أبييي كوكس على موقع HockeyDB.com (الإنجليزية)
- أبييي كوكس على موقع Hockey-Reference.com (الإنجليزية)